# Palacio Kurozwęki

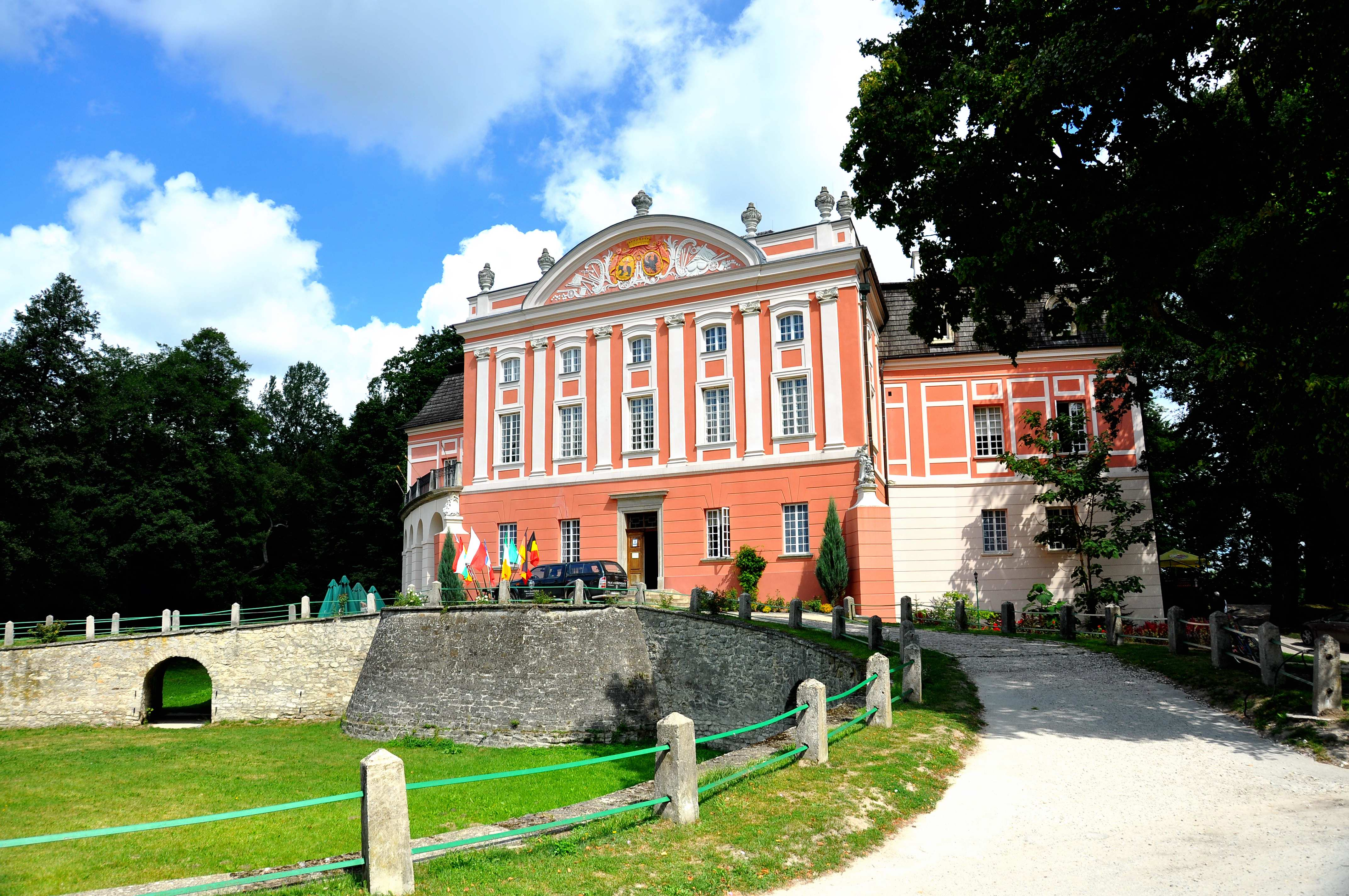
Palacio Kurozwęki

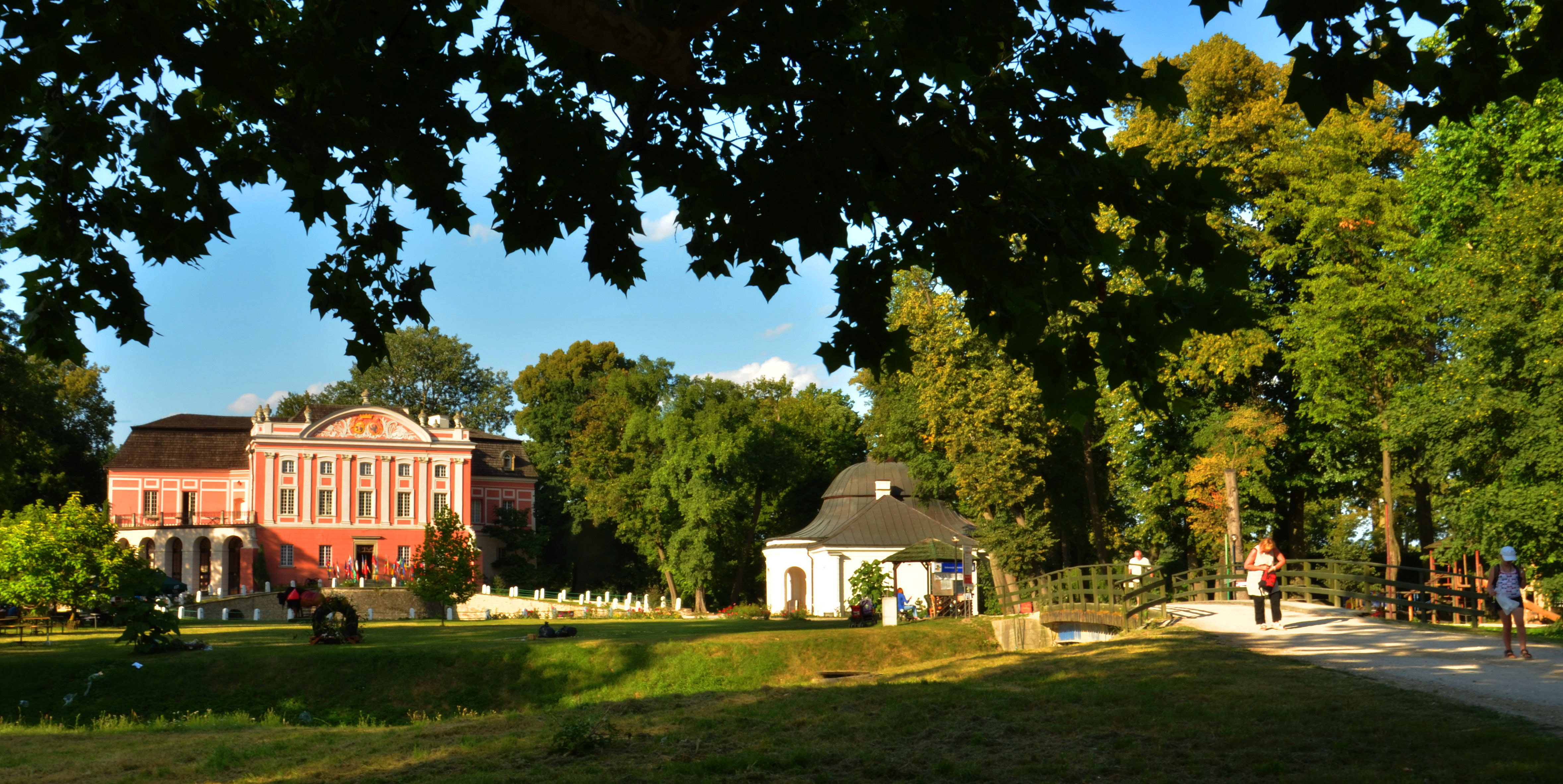
Vista desde los jardines palaciegos

El palacio Kurozwęki (en polaco: Pałac Kurozwęki; en latín: Castrum Curoswank) es una residencia barroca-clásica en Kurozwęki, Polonia.
En la segunda mitad del siglo XIV, en Kurozwanky (más tarde Kurozwęki), una familia erigió un castillo mencionado en un documento que data de 1400 como "castrum Curoswank". En los siglos siguientes, el castillo fue reconstruido varias veces y recibió un carácter representativo que finalmente se convertirá a finales del siglo XVIII, desde un edificio originalmente con carácter defensivo en una residencia barroca y clasicista.
El edificio del castillo ubicado en el complejo de parque y palacio está ricamente decorado con su fachada de cinco ejes y patio con galería.